# Usina Hidrelétrica de Itumbiara
A Usina Hidrelétrica de Itumbiara é a maior usina hidrelétrica de Furnas Centrais Elétricas S.A. Está localizada no rio Paranaíba, entre os municípios de Itumbiara, em Goiás, e Araporã, em Minas Gerais. 

## Características
Possui seis unidades geradoras com uma capacidade instalada de 2.082 MW.
Segundo o Operador Nacional do Sistema Elétrico (ONS) o lago da Usina Hidrelétrica de Itumbiara é capaz de armazenar 7,89% do volume represável pelos reservatórios do Sistema Sudeste/Centro Oeste, o que representa 20,8% do armazenamento de água do sub-sistema do Rio Paranaíba
Dados técnicos:
- Início da operação: 1981.
- Altura máxima: 106 m (520 metros do nível do mar / com queda efetiva útil para geração de energia elétrica de 80,2 m);
- Nível mínimo de operação: 81m (495 metros do nível do mar / com queda efetiva útil para geração de energia elétrica de 55,2 m);
- área inundada máxima: 778 km²
- volume útil: 12.454 km³  [3][4][5].